# William Bateson

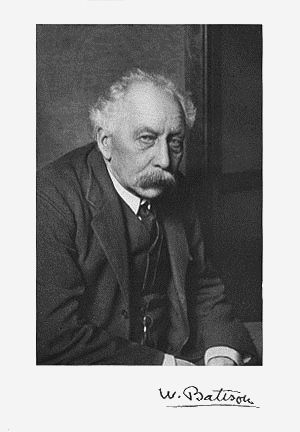
William Bateson

William Bateson (ur. 8 sierpnia 1861 w Whitby, zm. 8 lutego 1926) – brytyjski genetyk, który jako pierwszy użył określenia genetyka w stosunku do badań nad dziedziczeniem.

## Życiorys
Ukończył Rugby School, a potem studiował w St John’s College na Uniwersytecie Cambridge . Bateson spopularyzował prace Mendla wśród angielskojęzycznych badaczy. Był żywym uczestnikiem dyskusji z naukowcami, którzy zajmowali się biometrią, takimi jak Walter Frank Raphael Weldon i Karl Pearson. Sądzili oni, że prawa Mendla nie mają charakteru ogólnego, a ewolucja zachodzi w sposób ciągły. Kontrowersje te zostały rozstrzygnięte wraz ze sformułowaniem syntetycznej teorii ewolucji .
Bateson jako pierwszy zasugerował stosowanie słowa genetyka (od greckiego genno γεννώ= urodzić), aby opisać stadia dotyczące dziedziczenia oraz różnorodności. Propozycję tę przedstawił w liście do Adama Sedgwick’a, datowanym na 18 kwietnia 1905 roku. Publicznie Bateson pierwszy raz posłużył się terminem „genetyka” podczas Trzeciej Międzynarodowej Konferencji Genetyki odbywającej się w Londynie w roku 1906. Trzy lata później Wilhelm Johannsen posłużył się słowem „gen”, aby opisać najmniejszą jednostkę informacji dziedzicznej. Również pojęcie fenotypu pojawiło się wcześniej. Bateson wraz z Reginaldem Punnettem odkryli zjawisko sprzężenia genów.
Antropolog Gregory Bateson był jego synem.